# Partyzanci (komiks)
Partyzanci (nid. De Partizanen / serb. Partizani) – seria komiksowa autorstwa serbskiego scenarzysty Ðorde Lebovicia i chorwackiego rysownika Julia "Jules'a" Radilovicia, tworzona na zamówienie holenderskiego czasopisma komiksowego "Eppo" w latach 1977–1989, wydawana też w wersji albumowej. Po polsku seria ukazała się w formie tomów zbiorczych od 2015 roku nakładem wydawnictwa Elemental.

## Fabuła
Akcja serii rozgrywa się w latach 1943–1944. Jej bohaterami są partyzanci walczący z Niemcami w Jugosławii w czasie II wojny światowej. Protagonistami są: brytyjski komandos Dragon i jugosłowiańska partyzantka Skierka.

## Tomy
| Tom | Polski tytuł i rok wydania      | Niderlandzki / serbski tytuł i rok wydania     |
| --- | ------------------------------- | ---------------------------------------------- |
| 1   | Konwój do El-Shatt (2015)       | Het konvooi / Konvoj za El Šat (1980)          |
| 2   | Sektor F4 (2015)                | Het geheime document / Sektor F4 (1981)        |
| 3   | Żelazna brama (2015)            | De Krijgsgevangene / Železna vrata (1981)      |
| 4   | Oddział dywersyjny "Y" (2015)   | Commando-eenheid Y / Udarna grupa "Y" (1982)   |
| 5   | Most (2015)                     | De brug / Most (1982)                          |
| 6   | Straż przybrzeżna (2015)        | De zwarte wolven / Obalski lovci (1982)        |
| 7   | Wtyczka (2015)                  | De dubbelganger / Doušnik (1982)               |
| 8   | Porwanie (2015)                 | De ontvoering / Otmica (1984)                  |
| 9   | Pułapka na Dragona (2015)       | Een val voor Dragon / Klopka za Dragona (1984) |
| 10  | Kryptonim "Hit and run" (2016)  | Het Balkan-front / Udari i nestani (1984)      |
| 11  | Operacja "Płatek śniegu" (2016) | Operatie sneeuwvlok / Snježna pahulja (1989)   |
| 12  | Skarabeusz (2016)               | De Scarabee / Skarabej (1989)                  |